# اوتو فیستر (ژیمناست)
اوتو فیستر (آلمانی: Otto Pfister؛ زادهٔ ۳ سپتامبر ۱۹۰۰) ژیمناست هنری اهل سوئیس است.
از افتخارات وی میتوان به کسب مدال طلا بخش تیمی در بازی‌های المپیک تابستانی ۱۹۲۸ و مدال برنز در بازی‌های المپیک تابستانی ۱۹۲۴ اشاره کرد.